# 韋恩·費雷拉
韋恩·費雷拉（Wayne Ferreira，1971年9月15日—）是一位南非職業網球運動員，1989年轉職業，2005年宣布退役。
他的生涯單打最高排名為6位（1995年5月8日）。

## 職業生涯
費雷拉在1989年轉為職業。1991年，他在阿德萊德贏得了他第一次雙打冠軍。
1992年是費雷拉突破性的一年參觀。他開始由闖進半決賽的澳大利亞網球公開賽。然後，他贏得了他的第一個ATP單打冠軍在女王俱樂部，倫敦。他的第二個單打冠軍開始就在幾個星期後在斯克內克塔迪，紐約。他還聯手行動與Piet諾弗爾贏得男子雙打銀牌的南非在1992年巴塞羅那奧運會。
一年後，1993年他狀態下滑，他沒有贏得任何單打冠軍，1994年，費雷拉回復狀態贏得職業生涯最高的5個單打冠軍。他的另外4個項目贏得了1995年。
最大的標題是費雷拉的職業生涯開始於1996年在多倫多，並在2000年斯圖加特（包括網球大師系列賽）。
在2000年，費雷拉與阿曼達·科澤爾合作贏得霍普曼杯在南非。
費雷拉舉行的紀錄，最連續大滿貫賽事中露面男子網球。他連續參加了56個大滿貫賽事1991年至2004年，記錄現在已持有的動態桑托羅。費雷拉最好的大滿貫賽事結果回在澳大利亞網球公開賽-在那裡他進入了半決賽，兩次打入半決賽在1992年和2003年。
在其職業生涯，費雷拉獲得15頂級單打冠軍和11個雙打冠軍。他的職業生涯最高的世界排名是第6號單打（1995年）和第9雙打（2001年）。他的職業生涯獎金，贊助收入共達九百九十六萬九千六百一十七美元。

## 外部連結
- 韋恩·費雷拉（英文/西班牙文）的官方資料
- 韋恩·費雷拉的國際網球總會 職業／青少年 官方資料（英文）
- 韋恩·費雷拉的官方資料（英文）